# Parc Archéologique du Tuf

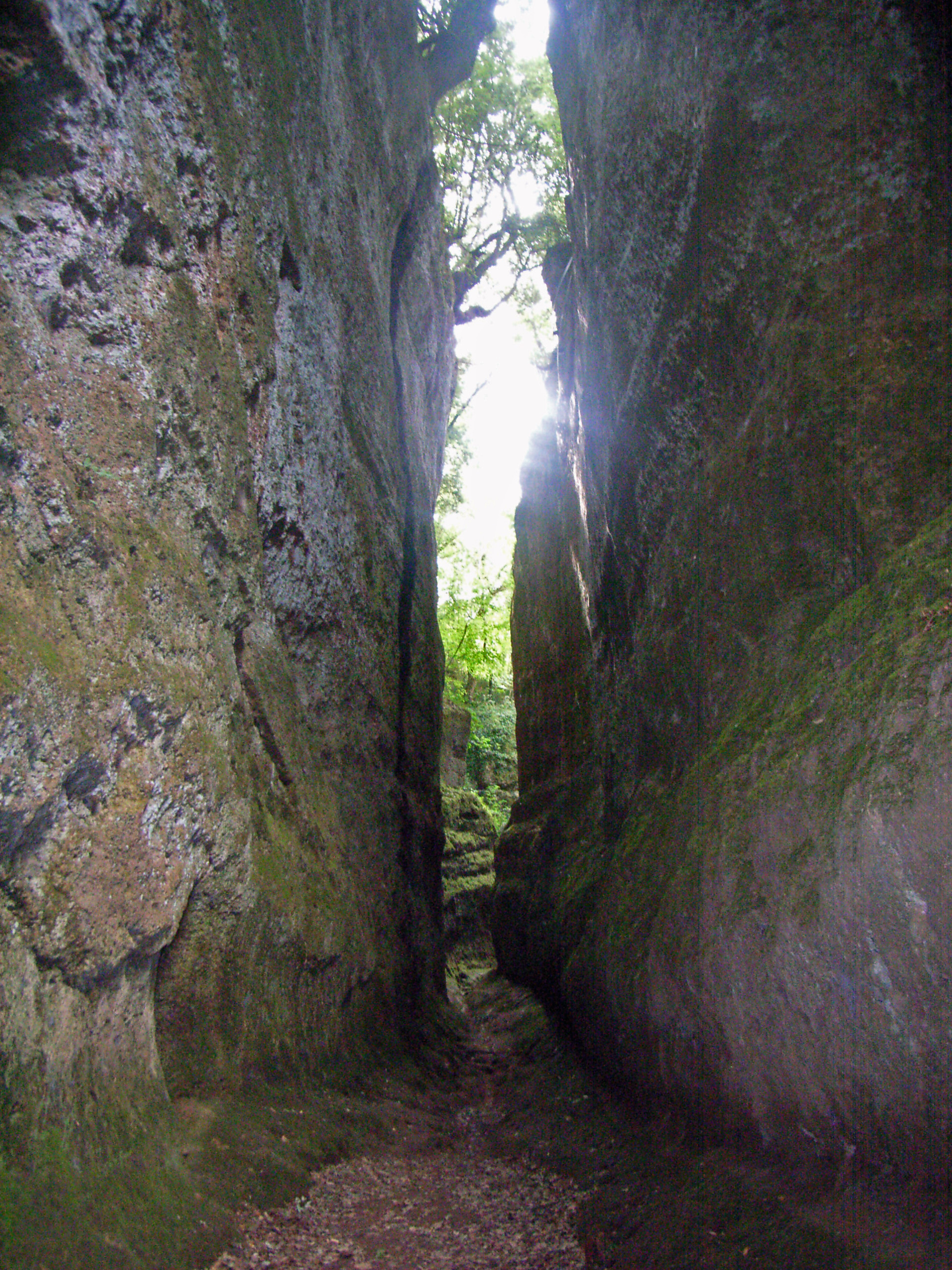
Via Cava de la Nécropole de Sovana

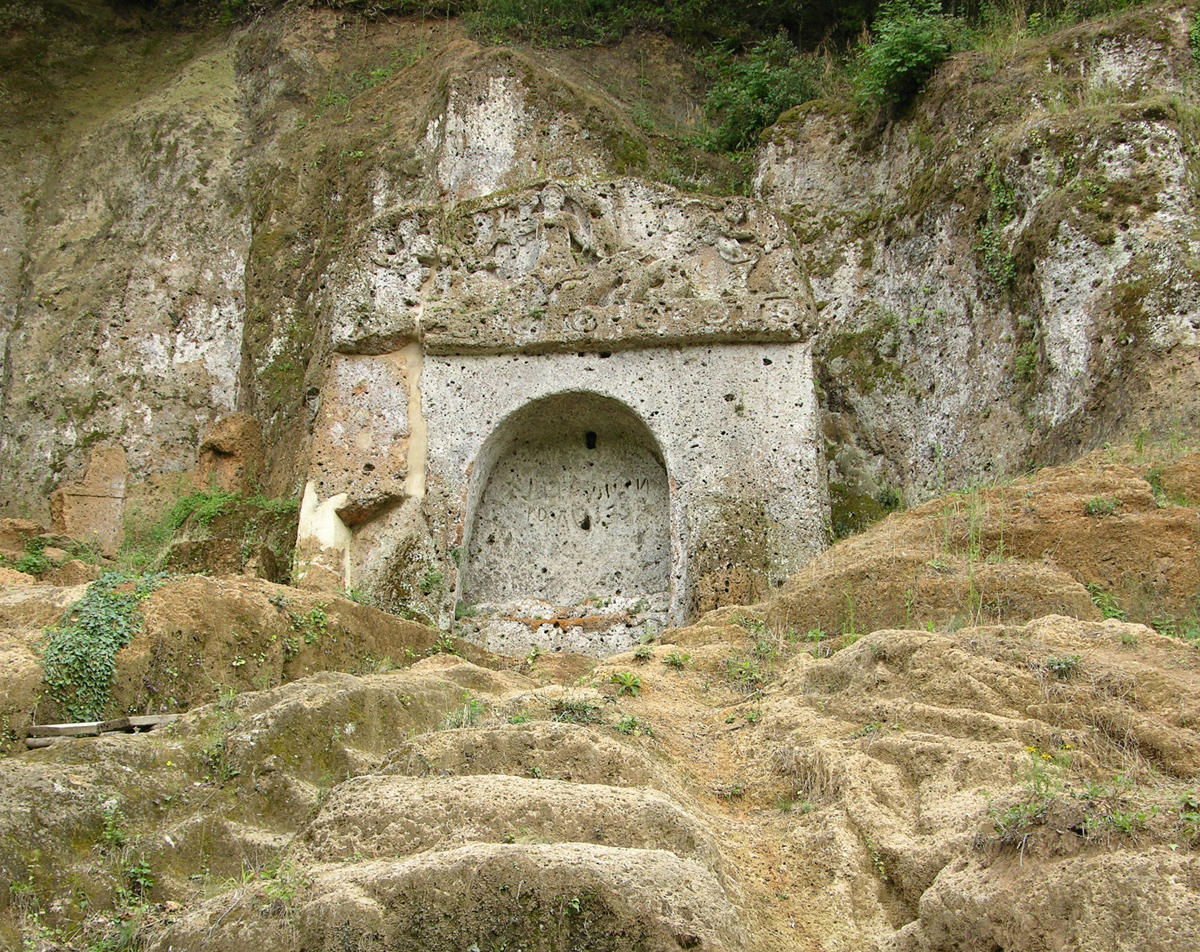
Tombe de la Sirène

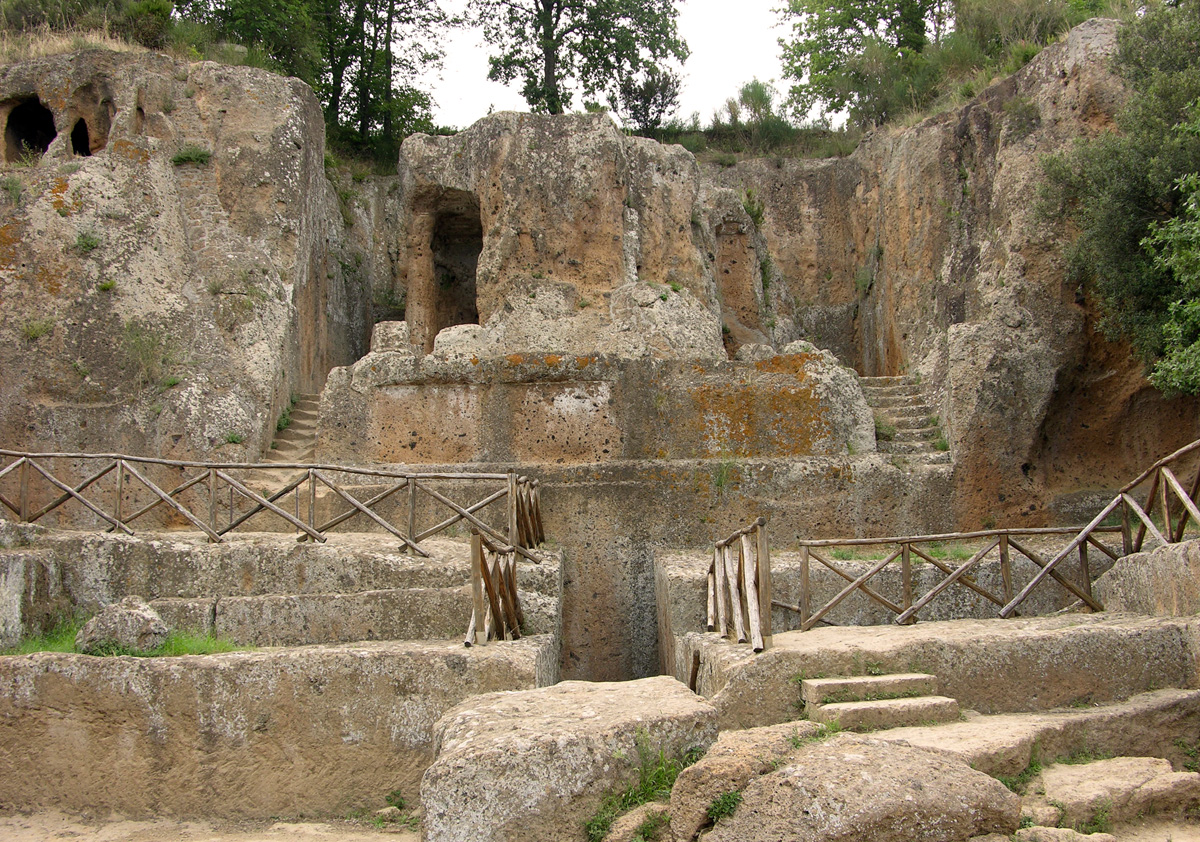
Tombe Ildebranda

Le Parc Archéologique Villes du Tuf (en italien : « Parco archeologico Città del Tufo ») s'étend sur une vaste zone comprise en la commune de Sorano, dans la zone géographique nommée Area del Tufo. La zone comprend diverses nécropoles étrusques éparses sur le territoire et reliées entre elles par un réseau particulier de voies en tranchée entre des parois rocheuses du tuf du massif, et appelées Vie Cave ou Cavoni.
Le parc comprend les tombes étrusques de l'aire archéologique de Sovana, celles de San Rocco près de Sorano et le site de Vitozza près de San Quirico.

## Area archeologica di Sovana
L'Area archeologica di Sovana se trouve à l'ouest de l'habitat de Sovana, le long de la route qui conduit à la  frazione de San Martino sul Fiora et est rejointe par les Vie Cave qui la relient aux autres nécropoles de la zone et qui constituent ensemble le Parc Archéologique du Tuf.
Le long de la route conduisant à l'habitat de Sovana à San Martino sul Fiora, on peut rejoindre les ruines d'un « oratoire rupestre », dont les origines sont incertaines, qui est creusé dans le tuf avec une grande croix gravée sur son  plafond.
La zone de Sovana  s'est développée depuis  l'époque étrusque comme en témoignent les tombes monumentales présentes sur la zone sont les exemples les plus pertinents sont la Tombe de la Sirène, la Tomba del Tifone (Poggio Stanziale), la Tomba Pola et la Tomba dei Demoni Alati (Poggio Prisca), et surtout la plus grandiose, la  Tomba Ildebranda (Poggio Felceto).

### Vie Cave
Les Vie Cave, appelées aussi cavoni (cavone au singulier), constituent un réseau de voies de communications d'époque étrusque qui auraient reliées divers habitats et nécropoles comprises entre Pitigliano, Sorano et Sovana. Ces passages se sont développés en grande partie entre des parois abruptes en tuf d'une hauteur parfois avoisinant les 20 m. Ces caractéristiques auraient été peut-être également un système de défense efficace envers les agresseurs.
À l'époque romaine les Vie Cave ont fait partie du système de routes qui se connectait au tronçon principal de la via Clodia, route antique de liaison entre Rome et Saturnia, traversant Tuscania et se connectait à la via Cassia dans le Latium.
Empruntées également durant le Moyen Âge, elles comportent, en certains endroits, des niches votives chrétiennes destinées vraisemblablement à accueillir des statues.

## Sources
- (it) Cet article est partiellement ou en totalité issu de l’article de Wikipédia en italien intitulé « Parco archeologico Città del Tufo » (voir la liste des auteurs).
- Site officiel du parc
- Site officiel du Musei di Maremma